# Nicole Perlman
Nicole Perlman es una guionista de cine estadounidense, reconocida por escribir el guion de la exitosa película Guardianes de la Galaxia.

## Filmografía
| Año  | Título                     | Escritora  | Productor | Notas                                                                                |
| ---- | -------------------------- | ---------- | --------- | ------------------------------------------------------------------------------------ |
| 2011 | Thor                       | Consultora | No        | Sin Acreditar                                                                        |
| 2014 | Guardianes de la Galaxia   | Sí         | No        | Coescrita con James Gunn                                                             |
| 2017 | Raising a Rukus            | Sí         | Dirigida  | Corto                                                                                |
| 2018 | The Slows                  | Sí         | No        | Corto; También Director                                                              |
| 2019 | Capitana Marvel            | Historia   | No        | Historia Coescrita con Meg LeFauve, Geneva Robertson-Dworet, Anna Boden y Ryan Fleck |
| 2019 | Pokémon: Detective Pikachu | Historia   | No        | Historia Coescrita con Benji Samit y Dan Hernández                                   |

## Carrera
En 2009 se convirtió en guionista oficial de Marvel. Le fueron ofrecidos varios proyectos, pero Nicole escogió Guardianes de la Galaxia gracias a su interés en el espacio y en la ciencia ficción. "No puedo decirte qué otros títulos me ofreció Marvel, pero puedo decirte que uno de ellos fue el indicado para mi, basándose en una cuestión de género," afirmó ella. "Creo que se sorprendieron cuando escogí Guardianes, pues había otros que tenían más sentido si eres un escritor de comedias románticas o algo por el estilo." Perlman pasó dos años escribiendo un borrador y adentrándose en el universo de Guardianes. A finales de 2011, se le pidió a Perlman que creara otro borrador, y a comienzos de 2012, el director James Gunn fue contratado para ayudar en el guion y dirigir la cinta.
En abril de 2015 se anunció que Perlman escribiría el guion para la película Capitán Marvel junto a Meg LeFauve. Un año después, Perlman anunció que se encontraba desarrollando el guion de una secuela de la película Labyrinth junto a Fede Álvarez y Jay Basu. En agosto se anunció que Perlman escribiría el guion de la película Detective Pikachu junto al creador de Gravity Falls, Alex Hirsch.